# Ca’ Caotorta

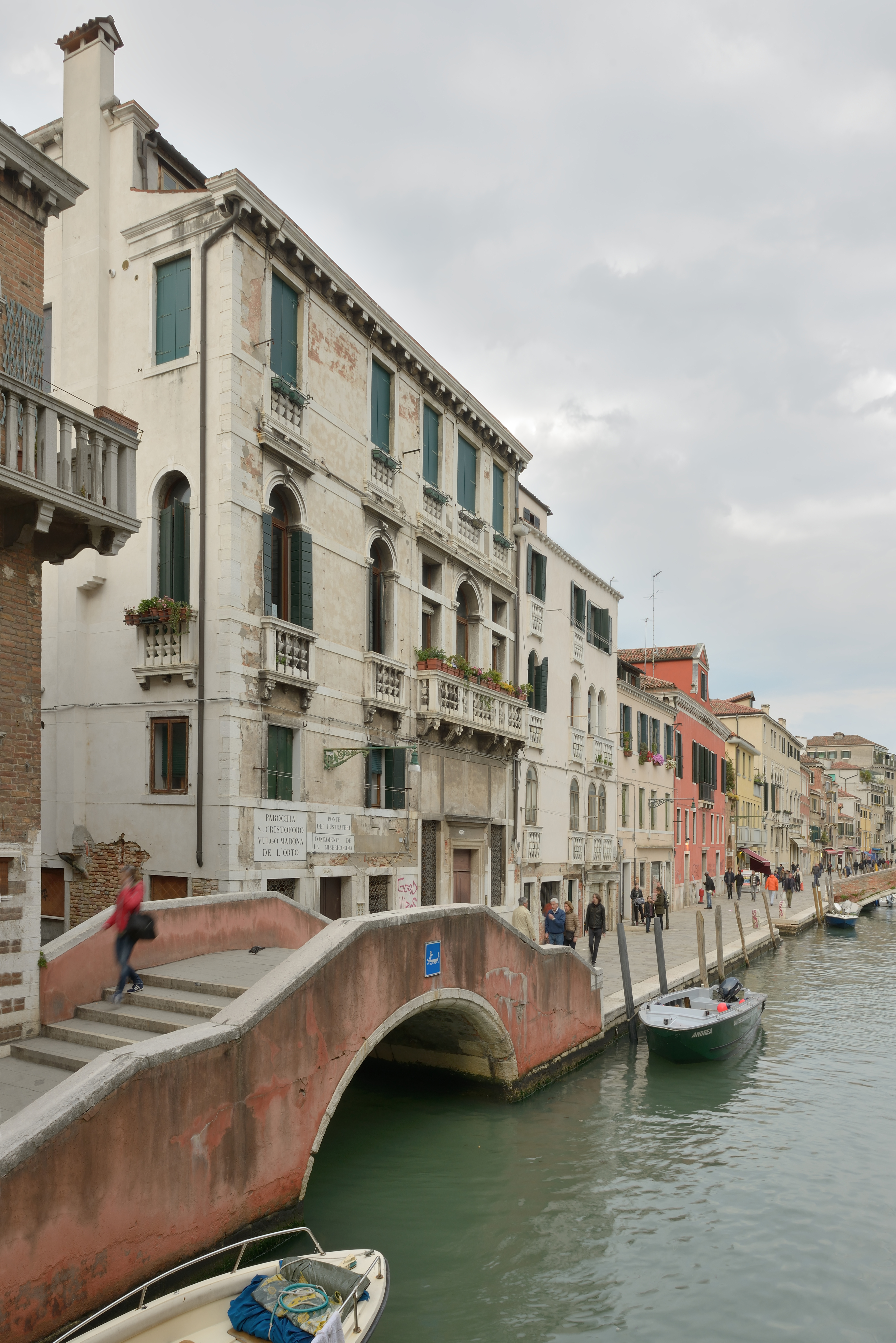
Ca’ Caotorta

Ca’ Caotorta (auch Palazzo Caotorta) ist ein Palast in Venedig in der italienischen Region Venetien. Er liegt im Sestiere Cannaregio mit Blick auf den Rio de la Misericordia an der Einmündung des Rio Lustraferi, neben dem Palazzo Longo.
Die Familie Caotorta lebte in dem Palast aus dem 15. Jahrhundert bis 1791 und starb dann mit dem Tod von Marin Anzolo Caotorta aus.

## Beschreibung
Der Palast weist drei Vollgeschosse und ein Zwischengeschoss oberhalb des Erdgeschosses auf. Die Fassade ist asymmetrisch. Im Erdgeschoss gibt es auf der rechten Seite ein rechteckiges Portal zur Fondamenta de la Misericordia, flankiert von zwei rechteckigen Fenstern. Auf der linken Seite liegen drei quadratische Fenster. Das Zwischengeschoss hat nur auf der linken Seite zwei rechteckige Fenster. Das Hauptgeschoss besitzt auf der rechten Seite ein Dreifachfenster mit vorspringendem Balkon. Während das mittlere Fenster mit einem Rundbogen ausgestattet ist, haben die beiden äußeren Fenster der Anordnung ein rechteckiges Oberlicht. Links davon sind noch zwei Rundbogenfenster mit je einem kleinen Balkon angebracht. Im zweiten Obergeschoss gibt es fünf rechteckige Fenster; das zweite von rechts (über dem rechten Rundbogenfenster des ersten Obergeschosses) ist etwas breiter als die übrigen. Die Fassade ist nach oben durch eine gezahnte Dachtraufe abgeschlossen. Darüber befindet sich eine große Dachgaube.